# Miki Ito (esquiadora)
Miki Ito –en japonés, 伊藤 みき, Itō Miki– (Hino, 20 de julio de 1987) es una deportista japonesa que compite en esquí acrobático, especialista en las pruebas de baches.
Ganó tres medallas de plata en el Campeonato Mundial de Esquí Acrobático, en los años 2009 y 2013.

## Medallero internacional
| Campeonato Mundial | Campeonato Mundial  | Campeonato Mundial | Campeonato Mundial |
| Año                | Lugar               | Medalla            | Competición        |
| ------------------ | ------------------- | ------------------ | ------------------ |
| 2009               | Inawashiro (Japón)  | Medalla de plata   | Baches en paralelo |
| 2013               | Oslo/Voss (Noruega) | Medalla de plata   | Baches             |
| 2013               | Oslo/Voss (Noruega) | Medalla de plata   | Baches en paralelo |